# Trzebień (powiat koszaliński)
Trzebień – (przed 1945 r. niem. Trebin Skathen) wieś w Polsce położona w województwie zachodniopomorskim, w powiecie koszalińskim, w gminie Bobolice.
Dwór został zbudowany na początku XX w. dla Franza Klatta. W latach 1960–1992 pełnił funkcję więzienia. Wokół dworu 2-hektarowy park krajobrazowy z przewagą drzewostanu rodzimego.
W latach 1975–1998 miejscowość położona była w województwie koszalińskim.
Inne miejscowości o nazwie Trzebień: Trzebień